# Bill Pallot
Le texte peut changer fréquemment, n’est peut-être pas à jour et peut manquer de recul. 
Le titre et la description de l'acte concerné reposent sur la qualification juridique retenue lors de la rédaction de l'article et peuvent évoluer en même temps que celle-ci.
Pour les articles homonymes, voir Pallot.
Georges Boris Pallot, dit Bill Pallot, né le 17 février 1964 est un historien de l’art, expert en art et collectionneur français. Il a été chargé de cours à l'université Paris-Sorbonne.

## Biographie
Bill Pallot est le fils de Maurice-Claude Pallot, antiquaire en Bourgogne. Il est le benjamin d'une famille de quatre enfants. Il étudie d’abord les lettres classiques et l'histoire de l'art à l’université de Lyon, pour poursuivre dans le domaine de l'histoire de l'art à l'université Paris IV jusqu’à l'obtention de son diplôme d'études approfondies (DEA), soutenu en 1986 avec pour sujet « Les Tilliard et les Foliot, menuisiers en sièges aux XVIIe et XVIIIe siècles ». Il a également été chargé de cours à l'université Paris-IV. Il commence à travailler à 23 ans, menant une vie mondaine assidue.
Chargé du département des meubles et objets d’art à la galerie Didier Aaron, antiquaire (Paris) pendant près de trente ans, consultant pour des grands collectionneurs privés, il est membre du Syndicat national des antiquaires (Paris) ; du Syndicat français des experts professionnels en œuvres d'art (Paris) et de la Compagnie des experts en ameublement près la cour d'appel de Paris ; assesseur de la Commission de conciliation et d'expertise douanière et expert près la cour d'appel de Paris. Il a fait don au département des objets d'art du musée du Louvre d'un fauteuil et d'une chaise. Il a été mécène de la restauration d'une suite de quatre ployants d'époque Louis XIV, appartenant au musée Jacquemart-André, et il a été membre du Cercle Cressent, mécène de la restauration des salles du département des objets d'art du musée du Louvre.

### Distinction
- 2011 : Officier de l'ordre des Arts et des Lettres[9]

## Travaux
Georges Pallot a publié une histoire du siège de 1700 au début du style Louis XVI. En publiant L’Art du siège au XVIIIe siècle en France, puis Le Mobilier du musée du Louvre - sièges et consoles XVIIe et XVIIIe siècles en 1993 aux éditions Faton, il était considéré comme l'un des experts reconnus des sièges du Siècle des Lumières.
À ce titre, il a été membre du comité scientifique de la grande exposition « Le XVIIIe siècle, aux sources du design. Chefs-d'œuvre du mobilier, 1650-1790 », au château de Versailles, et l'un des rédacteurs du catalogue l'accompagnant.

## Controverses
En mai 2000, Me Bizoüard vend à Dijon deux chaises présentées comme venant de Bagatelle. Attribuées à Georges Jacob, elles portent effectivement la marque du château, un B. Elles proviennent du château de Chermont où avait vécu au XIXe siècle une petite-fille du comte d'Artois, issue du mariage du duc de Berry avec Amy Brown. Ce château, qui appartenait à leurs descendants Faucigny-Lucinge, avait brûlé en 1960, mais du mobilier avait pu être sauvé. Les chaises sont  adjugées à l'antiquaire Camille Bürgi pour 460 000 F. Aussitôt, une controverse surgit sur leur authenticité. Bill Pallot déclare : 

« Je ne crois pas qu'il puisse s'agir de chaises fabriquées pour le comte d'Artois, ni même par Jacob, dont je ne retrouve ni le style, ni la qualité d'exécution. La marque de Bagatelle a dû être ajoutée au XIXe siècle. Les chaises elles-mêmes sont sans doute du XVIIIe siècle, mais, pour moi, elles évoquent plutôt l'Italie du Nord, probablement un travail piémontais. »

Effectivement, la décoration en est très chargée et elles sont « décorées d'un étrange arsenal guerrier ». Cela a suffi à faire douter l'acheteur qui n'avait pas vu les chaises et refusa de payer. Et pourtant, le décor de la chambre du comte d'Artois à Bagatelle est bien connu et dans cette « tente de guerrier », on retrouve d'autres meubles et sculptures de même style et de même provenance, dont un coffre fameux vendu en 1990. L'affaire a rebondi car Me Bizoüard, sans se démonter, a repassé les chaises en vente le 21 juin après avoir laissé le temps aux spécialistes de les examiner à loisir. Le paradoxe est que Camille Bürgi, cette fois convaincu, les a achetées, mais il a dû payer deux fois le prix de la première adjudication…
En juillet 2001, nouvelle controverse, plus grave que la précédente car elle a eu des conséquences patrimoniales sérieuses et elle porte sur un des plus beaux fauteuils du XVIIIe siècle, le seul survivant des fauteuils de Foliot pour le pavillon du Belvédère à Trianon, qui donc intéressait beaucoup les conservateurs de Versailles. Il s'agit de la vente par Sotheby's du fonds d'un antiquaire italien, Luigi Laura. Dans les semaines précédentes, le responsable du mobilier de Versailles, Christian Baulez, exprime le souhait de faire jouer la préemption pour ce fauteuil exceptionnel, qui est en outre un souvenir de Marie-Antoinette. Maryvonne Pinault, mécène et membre du conseil artistique des musées nationaux, s'en mêle et demande à Pierre Arizzoli-Clémentel, le directeur du musée, de prendre l'avis de Bill Pallot. Ce dernier rend son verdict : « Je trouve la sculpture grossière ; le bois manque de finesse ; la qualité n'est pas digne d'une commande royale. Quant au décor, il ne reproduit pas exactement celui des chaises du Belvédère. »
Pierre Arizzoli prend alors le risque de refuser la préemption. Il niera plus tard avoir subi des pressions. Le fauteuil est adjugé 2 MF à un américain. Le piège est que le ministère de la Culture ne peut plus l'interdire de sortie du territoire. La direction des Musées de France lui fait néanmoins subir des examens qui ne sont pas négatifs et le confronte à son emplacement supposé au Belvédère : il s'ajuste parfaitement. Seules réserves, l'usure générale et la ceinture antérieure probablement changée. L'acheteur le fait restaurer et retapisser avec goût. Il le revend le 9 juillet 2015 chez Christie's Londres. Versailles est présent mais a un crédit insuffisant. Le fauteuil est adjugé 1 762 000 livres, soit presque huit fois le prix de 2001.

## Démêlés judiciaires
Le 7 juin 2016, Georges Pallot, ainsi que l'antiquaire parisien Laurent Kraemer, sont placés en garde à vue dans le cadre d'une enquête conduite par l'Office central de lutte contre le trafic des biens culturels (OCBC) sur un trafic de faux sièges du XVIIIe siècle. Le 9 juin, ils sont tous deux mis en examen pour « escroquerie en bande organisée » et éventuel blanchiment par une juge de Pontoise.
Laurent Kraemer est remis en liberté sous caution, mais Bill Pallot est placé en détention provisoire. Joël Loinard, doreur de l'atelier Bruno Desnoues, qui a été également interpellé le 7 juin, est mis en examen pour complicité. Selon le journaliste Vincent Noce, Pallot aurait avoué avoir fait fabriquer deux copies d'une chaise du pavillon du Belvédère, au Petit Trianon, de Marie-Antoinette, par jeu et « pour défier les autorités du marché et de Versailles ». Elles ont été classées « trésor national » en décembre 2013, le décret vantant leur « extrême qualité » et leur « dorure d'origine ». Le château de Versailles ne les ayant pas achetées, elles ont été vendues pour deux millions d'euros à un collectionneur étranger — qui serait, selon Marc Leplongeon, l'émir du Qatar Hamad ben Khalifa Al Thani — par la galerie Kraemer ; celle-ci les a récupérées en 2015 et remboursées à son client après avoir eu connaissance des doutes sur leur authenticité. Bill Pallot est par ailleurs impliqué dans la vente de deux ployants de Foliot à Versailles par la galerie Aaron en 2012. L'authenticité de ces meubles est mise en doute.
Selon le journaliste Marc Leplongeon, Bill Pallot, en collaboration avec des artisans d'art, aurait également fait fabriquer trois chaises, soi-disant des Delanois venues du salon de madame du Barry, ainsi qu'une fausse bergère de Sené et une chaise Jacob venue du cabinet de la Méridienne. Tous ces objets ont été finalement acquis par le château de Versailles.
Le 8 octobre 2016, Bill Pallot sort de détention.
En novembre 2023, Pallot et Desnoues sont inculpés pour ces faits et envoyés en correctionnelle par le parquet de Pontoise.
Du 25 mars au 4 avril 2025, Georges Pallot, alias Le Père Lachaise, est jugé par le Tribunal correctionnel de Pontoise (Val d’Oise), aux côtés de la «galerie Kraemer qui se retrouve aussi sur le banc des prévenus»,.  
Il y est « poursuivi pour tromperie, fraude fiscale et blanchiment... pour une valeur de 4,5 millions d’euros » et, à cette occasion, « continue à reconnaître qu’il a fait fabriquer par Bruno Desnoues 5 des 7 faux meubles ».

## Publications
- « 1772 : Fournisseurs et clients de Nicolas Heurtaut à l'époque néo-classique » in L'Estampille, mars 1985, p. 52-59
- « Ecran de feu rocaille » in L'Estampille, septembre 1985, p. 65-66
- « Nicolas Heurtaut, menuisier et sculpteur en sièges », mémoire de maîtrise en Sorbonne, 1985
- « Secrétaire de Canabas » in L'Estampille, février 1986, p. 59-60 (sous le pseudonyme de Boris Guichené)
- « Les Tilliard et les Foliot, menuisiers en sièges », mémoire de DEA en Sorbonne, 1986
- « Les meubles peints sur fond d'érable-sycomore », in Connaissance des Arts, février 1987, p. 98-108
- « Pour un Versailles italien » in Connaissance des Arts, juin 1987, p. 62-64
- « Contant, Foliot et le palais Bernstorff » in « Chevotet Contant, Chaussard : un cabinet d'architecte au siècle des lumières », Paris, 1987, p. 105-107
- « L'Art du siège au XVIIIe siècle en France (1720-1775) », Paris, 1987, éditions ACR-Gismondi
- « Les commodités de la conversation » in L'Objet d'Art, novembre 1987, p. 52-62
- « L'art du siège selon Nicolas Heurtaut » in Connaissance des arts, octobre 1987, p. 102-110
- « Le salon du baron Bernstorff par N.Q Foliot » in L'Estampille, décembre 1987, p. 22-28
- « Le syndrome du siège » in Drouot 1986-1987, 1987, p. 200-202
- « De l'élaboration d'un siège au XVIIIe siècle » in Catalogue Salon d'Antibes, avril 1988
- « 1793 : pour une poignée de livres » in Demeures et Châteaux, juillet 1989, p. 29-3
- « The art of chair in eighteenth century France », Paris, 1989, éditions ACR-Gismondi
- « 1700-1880, Meubles et objets d'art » catalogues de la galerie Didier Aaron, Paris, de 1990 à 2012[39]
- « Tous les chemins mènent à Bruxelles » in Connaissance des Arts, février 1991, p. 52-59
- « Dessins à desseins » in Connaissance des Arts, avril 1992, p. 60-67
- « Mourir assis », éditorial de l'exposition « Sièges sous influences », Louvre des Antiquaires, mai-août 1991
- « Les sièges turcs du comte d'Artois » in L'Estampille - L'Objet d'art, juillet 1991, p. 46-51
- « Carlton House ou le goût du prince » in Connaissance des Arts", octobre 1991, p. 110-117
- « De quelques vérités sur le mobilier miniature », préface de l'exposition « Meubles miniatures et modèles », galerie Laloux-David, Bruxelles, décembre 1991
- « L'évolution de la commode » in Connaissance des Arts, numéro spécial, septembre 1992, p. 29-35
- « Les quatre fauteuils de Madame Infante » in catalogue Biennale des Antiquaires, septembre 1992, p. 26-39
- « Le comte d'Artois » in Connaissance des arts, numéro spécial sur Bagatelle, 1993, p. 8-21
- « Le mobilier du musée du Louvre - Sièges et consoles XVIIe et XVIIIe siècles », Dijon, 1993, éditions Faton
- « Les sièges du château de Saint-Cloud » in L'Estampille - L'Objet d'art, octobre 1993, p. 34-47
- « Louvre chairs » in Antique, décembre 1993, p. 602-603
- « Un siège à succès de Nicolas Heurtaut » in L'Estampille - L'Objet d'art, octobre 1994, p. 38-47
- « Foliot et les sièges du baron Bernstorff » in catalogue Biennale des Antiquaires, novembre 1994, p. 122-131
- « Le mobilier du musée du Louvre - XVIIe et XVIIIe siècles », L’Estampille - L’Objet d’art, hors série (n° 10 H), 1994. Version simplifiée de l'ouvrage de 1993
- « Le lit d'Effiat, rare témoignage du lit à la française au XVIIe siècle » et « Les différents types de lits et les créations des ornemanistes », in Dossier de l'Art no 22, février-mars 1995, p. 16-21
- « Sur les traces du 4e fauteuil de la duchesse de Parme » in L'Estampille - L'Objet d'art, mai 1995, p. 58-66
- « Les sièges à l'Antique de la marquise de Marbeuf » in L'Estampille - L'Objet d'art, octobre 1996, p. 44-53
- « Le XVIIIe siècle en état de sièges » in Maison Française, décembre 1996, p. 174-177
- « B.V.R.B., une histoire d’encoignures et de laque du Japon » in Connaissance des Arts, octobre 1997, p.60-65
- « Hache. Une dynastie de menuisiers-ébénistes à Grenoble » in Connaissance des Arts, décembre 1997, p. 82-88
- « Menuisiers au XVIIIe siècle » in Le Sentier Bonne-Nouvelle, Action Artistique de la Ville de Paris 1999, p. 110-114
- « Les sièges de la collection Karl Lagerfeld » in L'Estampille - L'Objet d'art, avril 2000, p. 42-57
- « La duchesse d’Enville et les péripéties de La Roche Guyon » in L’Estampille-L’Objet d’art, juin 2001, p 50-59
- « 1768 : Nicolas Heurtaut et la duchesse d’Enville » in Le retour d’Esther. Les fastes retrouvés du château de La Roche Guyon, château de La Roche-Guyon, 2001
- « Le menuisier Nicolas Heurtaut chez le prince de Conti et le comte d’Artois » in L’Estampille-L’Objet d’art, Juillet 2002, p. 68-74
- « Deux chaises attribuées à Séné conservées au Louvre et au musée Jacquemart-André » in La Revue des Musées de France - Revue du Louvre, avril 2004, p. 218-227
- « 1730. Dix fauteuils en Savonnerie jaune du château de La Roche Guyon » in Objets d'art. Mélanges en l'honneur de Daniel Alcouffe, Dijon, 2004, p. 78-80
- « Les sièges Louis XV », en collaboration, in France Antiquités, hors série, novembre 2004, p. 4-10/58-60/64-65/70-73
- « Le mobilier français du musée Jacquemart-André », coécrit avec N. Sainte Fare Garnot, Dijon, 2006
- « Le mobilier retrouvé du musée Jacquemart-André », coécrit avec N. Sainte Fare Garnot, in L’Estampille-L’Objet d’art, mars 2006, p. 38-49
- « Louis XVI ressuscité en son château, in Le Journal des arts,janvier 2007, n° 250, p. 8
- « Marqueteries en cloisonné de la veuve Duvinage » in L’Estampille-L’Objet d’art, septembre 2007, p. 72-82
- « Avatars, the 18th century origins of Design », juin 2010, catalogue et commissariat de l’exposition « Avatars », Foire de design de Bâle (Design Miami/Basel)
- « 18°, aux sources du design. Chefs-d'œuvre du mobilier 1650-1790 », Versailles, musée du château de Versailles, 2014/15, catalogue de l'exposition, ouvrage collectif, Dijon, 2014, pp. 62-63, 84-89, 98-99, 100-101, 116, 118-119, 120-133, 184-187, 206-207, 224-229, 232-233, 263-267

### Articles sur Bill Pallot
- « Bill G.B. Pallot, Un expert expertisé », par Laure Verchère, in Elle Décoration, octobre, 1994, p. 50
- « Jeunes antiquaires à Paris, Bill G.B. Pallot », par Jeanne Faton, in L'Estampille - L'Objet d'art, janvier 1995, p. 57
- « Bill G.B. Pallot : Le jeune homme pressé », par Céline Lefranc, in Connaissance des arts, juin 1996, p. 72-73
- « Bill G.B. Pallot. Il aura sa galerie ! », par Françoise de Perthuis, in Beaux Arts magazine, numéro spécial ; septembre 1996, p. 15
- « Hippie von heute. Bill G.B. Pallot », par Ursula Harbrecht, in Architektur und Wohnen, 	novembre 1996, p.62-66, p. 224
- « Leurs cadeaux de Noël. Bill G.B. Pallot, antiquaire » par Aude de la Conté, in Beaux-Arts magazine, décembre 1997, p. 109
- « Chevalier des Arts et des Lettres, Bill G.B. Pallot, un jeune antiquaire, parle de son métier » par Louis Faton in L'Estampille - L'Objet d'art, janvier 1998, p. 12
- « Objet-passion. Bill GB Pallot et son armure » par Franck Maubert in Elle Décoration, novembre 1999, p. 108
- « Le double Je de Bill G.B Pallot » par Sylvie Santini in Maison Française, juin 2000, p. 43-44
- « Bill Pallot, portrait en pied du « Père Lachaise » » par Patrick Lefur in Gazette de l’Hôtel Drouot/E dans l’A, février 2001, p. 40-42
- « In Kabinett des Dr. Pallot » par Ian Phillips, in AD. Architectural Digest, décembre-janvier 2001-2002, p. 135-145
- « Bill Pallot. La chambre aux trésors » par Ian Phillips, in  AD. Architectural Digest Russie, octobre 2002, p. 172-179
- « Le roi Bill chez lui : fastueux et impertinent » par Marie-Claire Blanckaert in Elle Décoration, décembre 2002, p. 206-211
- « Chez Bill Pallot : Quand l’art contemporain rencontre le grand genre » in Le Paris de Elle Déco, Paris 2003, p. 226-229
- « Bill Pallot : Les plaisanteries d’un antiquaire » par Souria Sadekova in Interior Design Magazine.Russie, décembre 2003, p. 100-106
- « Bill Pallot : L’or d’un bourgeois » par Souria Sadekova in Interior Design Magazine. Russie, janvier 2004, p. 70-79
- « Chez Bill Pallot : La Garçonnière d’un dandy » par Anne Rogier, in Point de Vue, janvier 2004, p. 56-61
- « Vivre avec Bill » par Souria Sadekova in « 100 % salles de bains » supplément de Interior Design Magazine. Russie février 2004, p. 146-149
- « Bill Pallot » par Souria Sadekova in « Antiquaire » supplément de Interior Design Magazine. Russie septembre 2004, p. 66-67
- « Trois questions à Bill GB Pallot » par Armelle Malvoisin in Le Journal des arts, septembre 2005, N°221, p. 21
- « Le monde selon Bill » par Françoise-Claire Prodhon in AD Architectural Digest, décembre 2005, p. 162-167
- « Quand les faux ne font pas défaut. Bill Pallot, sièges et pièges » par Anne Rogier et Philippe Séguy in Point de Vue, janvier 2006, N°2999, p. 56-57
- « Bill Pallot. L’œil et l’esprit du ‘‘père Lachaise’’» par Marie Maertens, in L'Œil, octobre 2006, p. 12
- « Décor à habiter » par Sylvia Criara in La Mia Casa (Italie), décembre-janvier 2007
- « Le refuge baroque d’un collectionneur excentrique » par Antonio Nieto in Gala, avril 2007, n° 723, p. 80-84
- « Cabinet de curiosités » par Philippe Seulliet in Les Plus Beaux Intérieurs, septembre-novembre 2007, p. 190-207
- « Eclectica » par Antonio Nieto in Antiquariato, février 2008, p. 114-119
- « Bill Pallot : accumulateur d’excentricité » par Isabelle de Wavrin in Beaux Arts magazine, avril 2008, p. 72-77
- « Bill Pallot : Sous le charme de l'éclat dansant » par Antonio Nieto in Le Temps, HS., Genève, 3 décembre 2008, p. 50-52
- « Bill Pallot : Fêlé du crâne ! » par Elisabeth Quin in « Le livre des vanités », é. du Regard, 2008, p. 176-79
- « Antiquaire et historien d'art, Bill Pallot tente de raviver l'image du XVIIIe siècle » par Roxana Azimi,in Le Journal des arts, 29 avril 2011, no 346, p. 34
- « Rencontre : Bill Pallot, esthète balzacien », par Anne Foster in Gazette de l’Hôtel Drouot, 12 avril 2013, no 14, p. 256-261
- « Bill Pallot, le chasseur de têtes » par Bertrand de Saint Vincent in « Le Figaro », 23 décembre 2013, no 21581, p. 27-28
- « Le cabinet des merveilles de Bill Pallot », par Bérénice Geoffroy-Schneiter in L'Estampille - L'Objet d'art, septembre, 2014, p. 96-100
- « Bill Pallot », par Ellen Latil in La Riviera russe (en russe), décembre/janvier 2014,p. 38-45
- « Le XVIIIe siècle fut-il précurseur du design? Bill Pallot/Didier Krzentowski, regards croisés » in La Gazette Drouot, 23/1/2015, p. 122-125
- « Bill Pallot. La connaissance de l’objet et l’amour de la collection » par Davina Macario in « L’Eventail », décembre 2015, p. 121-128
- « Bill Pallot: Wer wohnt denn da ? » par Meike  Winnemuth in « Architektur & Wohnen », février-mars 2016, p. 68-72

### Émissions télévisées
- « Bill G.B. Pallot, acheteur à l’hôtel des ventes de Drouot » in « Drouot, la fièvre des enchères ». Magazine La Vie à l'endroit réalisé et présenté par Mireille Dumas, France 2, le 3/06/98, 22h45
- « Bill G.B. Pallot, expert en objet d'art près les Douanes françaises» in « La France à vendre ? ». Magazine Capital réalisé et présenté par Emmanuel Chain, M6, le 4/04/1999, 20h50
- « Bill G.B. Pallot, un élégant expert d'art » in magazine « Zone Interdite » présenté par B. de La Villardière, M6, le 4/06/2000, 20h50
- « L’intérieur d’un expert d’art : Bill Pallot » in magazine Question maison présenté par Francis Blaise, France 5, le 08/03/2003 (1re partie), et le 15/03/03 (2e partie), 10 h 5
- « Le bois sculpté » in série Le Génie français présentée par Catherine Deneuve, F5, le 22/12/2003, 10 h 30
- « Bill Pallot et le luxe » in Nec + Ultra présentée par Marie-Ange Horlaville, TV5, le 19/09/2004, 20 h 5
- « Les faux dans l’art » in « C’est au programme » présentée par Sophie Davant, F2, le 07/02/06, 9 h 30
- « La Folie des enchères » documentaire réalisé par Corinne Savoyen, France5, le 10/05/2009, 20 h 35
- « L'œil de Jimmy: l'Hôtel des ventes de Drouot », présenté par Flavie Flament, TV Jimmy, le 26 septembre 2011, 20h40
- « La Galerie France 5: Enquête d'art, le Cabinet Fontange par Pierre Gole.c.1680 », présenté par Laurence Piquet, France 5, 24 mars 2013, 8h45
- « Collections: Bill Pallot en son appartement », in Télématin, présenté par Mélanie Griffon, France 2, 2 janvier 2015